# Liste der Monuments historiques in Taillant
Die Liste der Monuments historiques in Taillant führt die Monuments historiques in der französischen Gemeinde Taillant auf.

## Liste der Bauwerke
| Bezeichnung      | Beschreibung              | Standort | Kennzeichnung | Schutzstatus | Datum | Bild           |
| ---------------- | ------------------------- | -------- | ------------- | ------------ | ----- | -------------- |
| Kirche St-Martin | Erbaut im 12. Jahrhundert | (Lage)   | PA00105276    | Inscrit      | 1949  | weitere Bilder |

## Liste der Objekte
Zum Verständnis siehe: Kirchenausstattung
| Bezeichnung          | Beschreibung                                                         | Standort                       | Kennzeichnung | Schutzstatus | Datum | Bild |
| -------------------- | -------------------------------------------------------------------- | ------------------------------ | ------------- | ------------ | ----- | ---- |
| Glocke               | Bronze, 1637 gegossen                                                | in der Kirche St-Martin (Lage) | PM17000535    | Classé       | 1942  |      |
| Patene               | Silber, 18. Jahrhundert                                              | in der Kirche St-Martin (Lage) | PM17001752    | Inscrit      | 1993  |      |
| Liturgische Gewänder | Kasel, Stola, Manipel, Kelchvelum und Bursa; Gewebe, 19. Jahrhundert | in der Kirche St-Martin (Lage) | PM17001753    | Inscrit      | 1993  |      |